# 〒
〒 (郵便マーク yūbin māku?) es la marca de servicio del Servicio Postal de Japón. Es usado también como la marca del código postal. El símbolo es una estilización de la sílaba katakana te (テ) y que deriva de la palabra teishin (逓信 «comunicación»?). Su uso es previo a la Segunda Guerra Mundial.

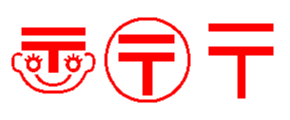
Versiones del símbolo 〒.

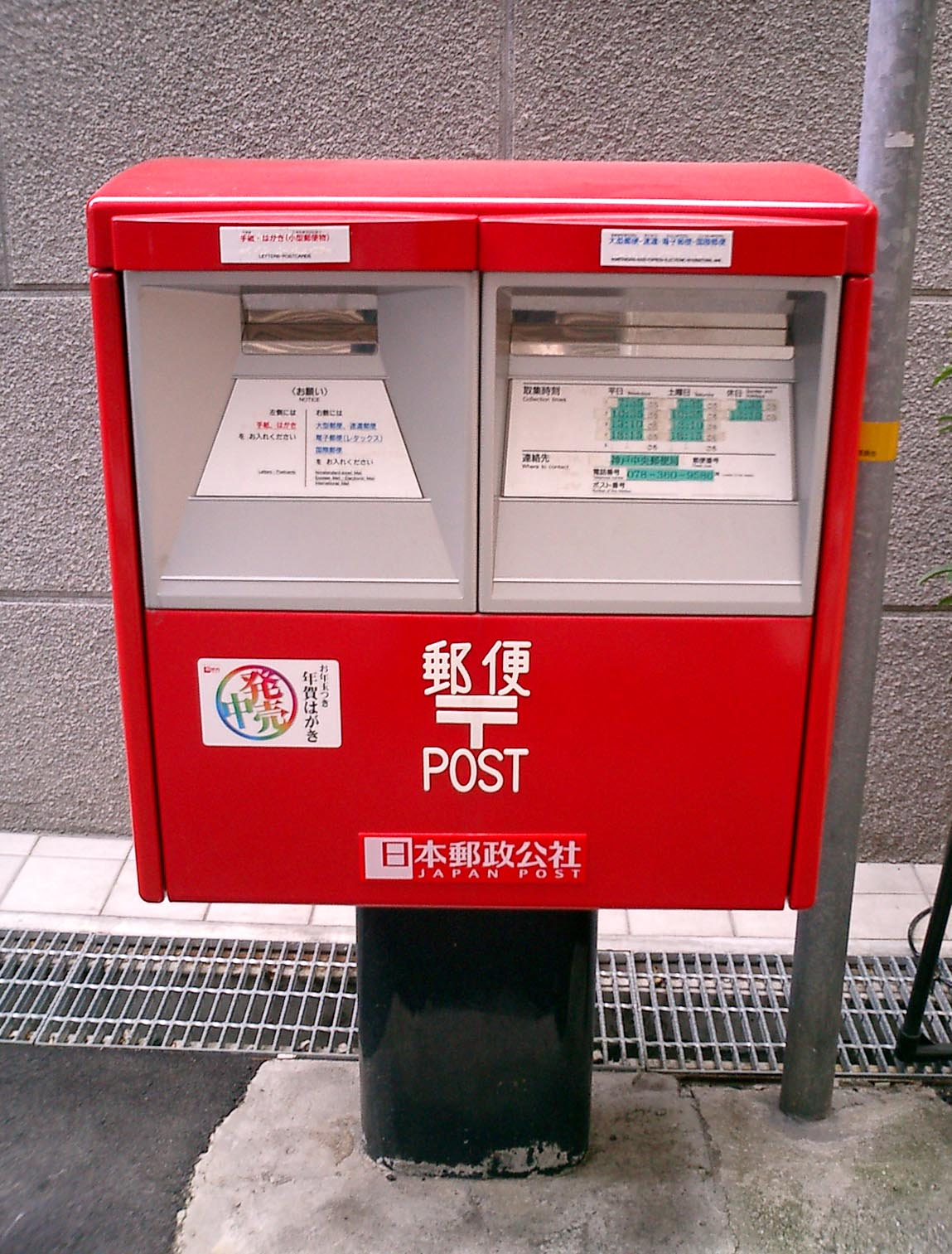
Casilla postal japonesa con el símbolo 〒.

Para indicar el código postal, el símbolo 〒 se escribe primero y el código después. Por ejemplo, una dirección postal en Meguro, Tokio es descrito con el código postal 〒153-0061.
Existen otras versiones del símbolo como 〠 que es una cara y es llamado Number-kun, y 〶 una versión en círculo que se representa en mapas para designar las oficinas de correo. Las representaciones de estos símbolos en Unicode son 3012 para 〒, 3020 para 〠 y 3036 para 〶.